# Kneipenterroristen
《Kneipenterroristen》은 독일 하드록 밴드 뵈제 옹켈츠의 정규5 집이다. 1988년 10월 10일에 ‘’Metal Enterprises’’에서 발매되었고, 동년 가을까지 약 3만장이 판매되었다.

## 제작배경
앨범 작업 당시 사장이자 프로듀서인 잉고 노보트니 (Ingo Nowotny)와의 갈등이 드러나는데, 잉고가 밴드를 스킨헤드밴드로 홍보를 하려고 했고, Metal Enterprises가 록-오-라마와 같은 우파록레이블로 노선을 변경하가 시작했기 때문이다.
녹음작업은 린드하임에서 진행되었고 작업당시 프로듀서인 잉고와의 갈등이 점점 불거지기 시작한다. 메탈 해머와 같은 음악전문지는 이 앨범을 강하게 비판했고, 밴드를 우파록밴드로 낙인을 찍었다.
옹켈츠는 앨범 발매 후 다른 음반사를 물색하기 시작했다. 이 앨범은 수년간의 판권 소송을 통해서 옹켈츠가 판권을 얻은 세 장의 앨범 중 하나이다. 이전까지 앨범에 대한 모든 판권은 프로듀서인 잉고 노보트니에게 있었다.

## 음악 스타일
이 앨범은 음악적 발전으로 전작들 보다 더욱 헤비해진 모습을 보이고 있다. 다양한 곡들이 호러영화에서 영감을 받았다. ‘So sind wir’와 ‘Ein guter Freund’와 같은 전형적인 옹켈츠 스타일의 곡도 있다. 

## 수록곡
| #  | 곡목                        | 러닝타임 |
| -- | --------------------------- | -------- |
| 1  | Kneipenterroristen          | 3:46     |
| 2  | Religion                    | 3:44     |
| 3  | Lack und Leder              | 4:13     |
| 4  | So sind wir                 | 3:45     |
| 5  | Tanz der Teufel             | 4:11     |
| 6  | 28                          | 4:27     |
| 7  | Guten Tag                   | 4:31     |
| 8  | Nie Wieder                  | 4:16     |
| 9  | Freddy Krüger               | 4:09     |
| 10 | Ein guter Freund (CD-Bonus) | 2:43     |

## 수록곡에 대한 설명
Kneipenterroristen
이 노래는 앨범의 타이틀곡이며, 밴드가 싸움에 자주 연루되었을 시기를 다루고 있다.
Tanz der Teufel
이 곡의 제목은 동명의 영화 Tanz der Teufel에서 차용했으나 가사는 영화의 내용과는 다르게 편집증을 다루고 있다.
28
이 곡은 보컬 케빈 러셀이 예전에 살던 집이 있던 거리(Weberstraße 28) 대한 곡이다.
작곡은 ‘곤조‘와 ‘페‘가 했다. 
이 곡의 리프는 메탈리카의 곡 The Call Of Ktulu과 흡사하다.
28(네오나치들은 철자 대신 알파벳차례대로 숫자를 매긴다. - 역자 주)은 오늘날 극우주의자들이 암호로 사용하기도 하며 우파록 밴드 단체Blood and Honour의 약자이기도 하다.
Nie wieder
이 곡은 복역중이었던 밴드의 친구들의 대한 곡이다.
Freddy Krüger
이 곡은 영화‘나이트메어‘의 주연캐릭터인 프레디 크뤼거를 다루고 있다.
Ein guter Freund
이 곡은 영화 Die Drei von der Tankstelle OST를 커버한 것이며, 추후 Kneipenterroristen의 CD버전의 보너스트랙에 수록된다.